# Moet (bouwkunde)
Een moet is in de bouwkunde een nog zichtbaar spoor van een vroeger bouwonderdeel, zoals een vroeger venster, muur, doorgang, gewelf of dak (dakmoet of kapmoet). Moeten komen vaak voor in oude gebouwen zoals middeleeuwse kerken, die vaak meerdere verbouwingen hebben ondergaan. De hoogte van een vroeger gebouw kan soms worden herkend aan de dakmoet in het gebouw waar het tegenaan stond.

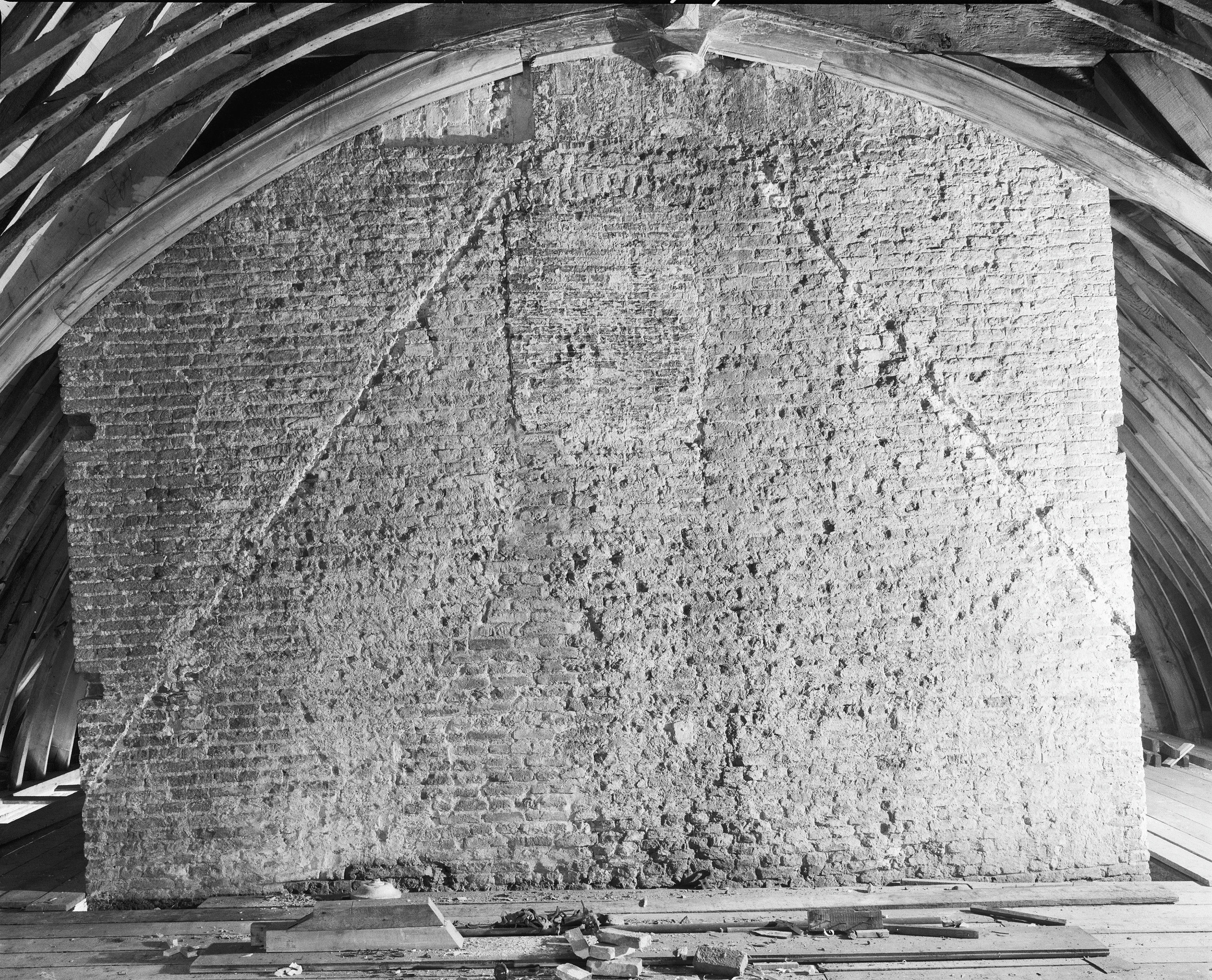
Kapmoet in de kerk van Vreeland
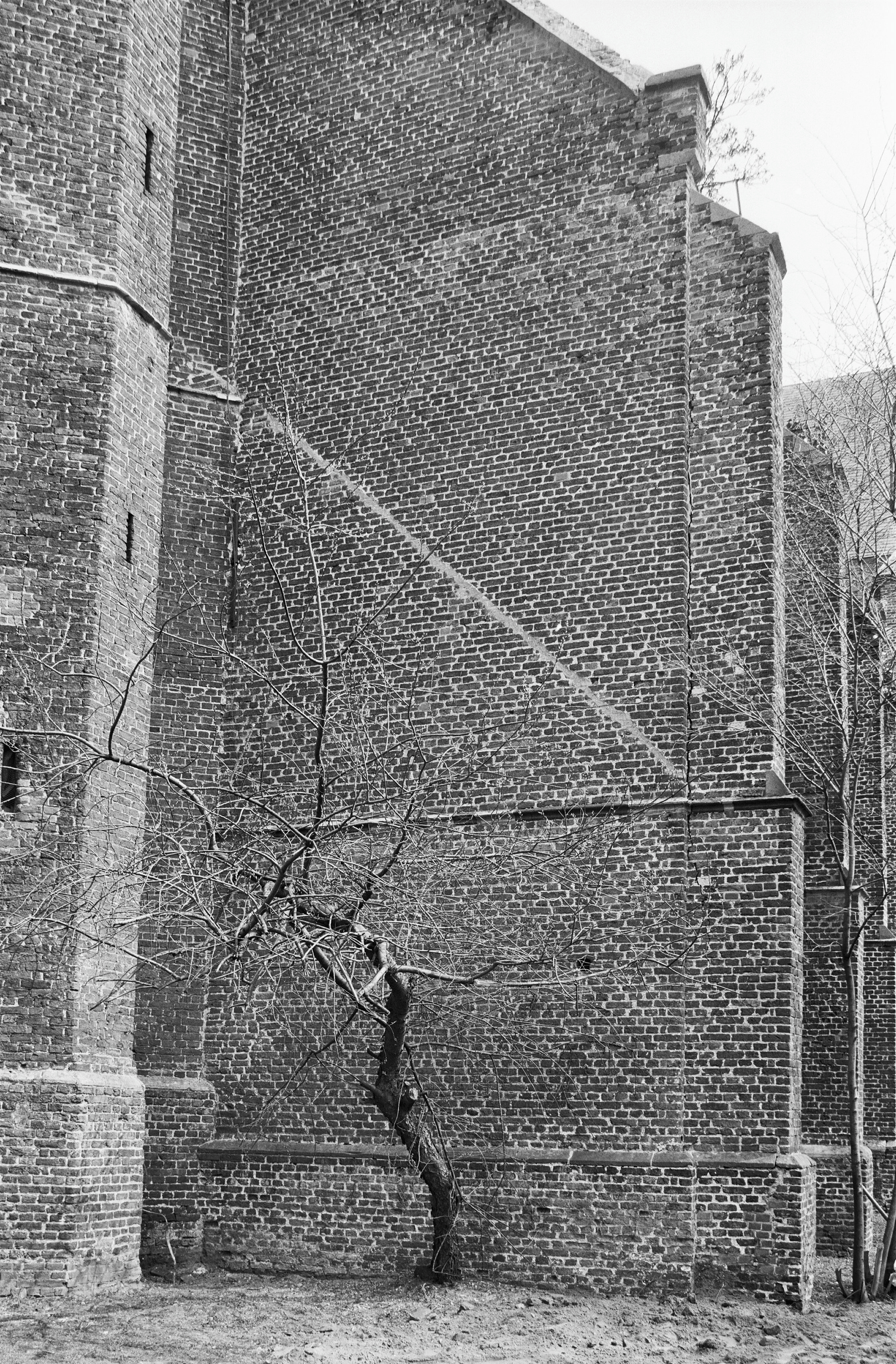
Dakmoet in de Oude Kerk in Dongen
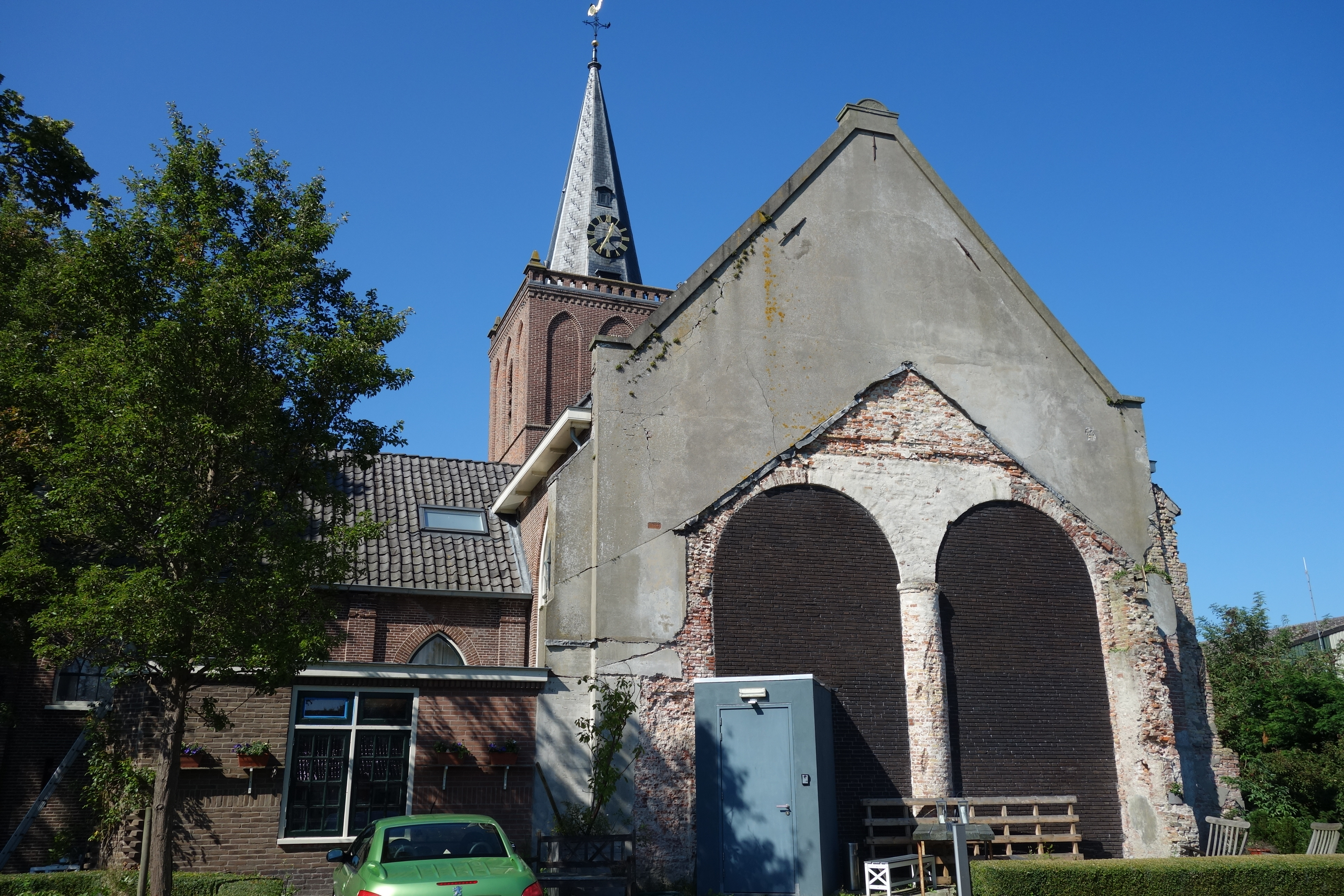
Voormalig hervormde kerk van Wijdenes met twee moeten: van een aanbouw en van gesloten vensters.
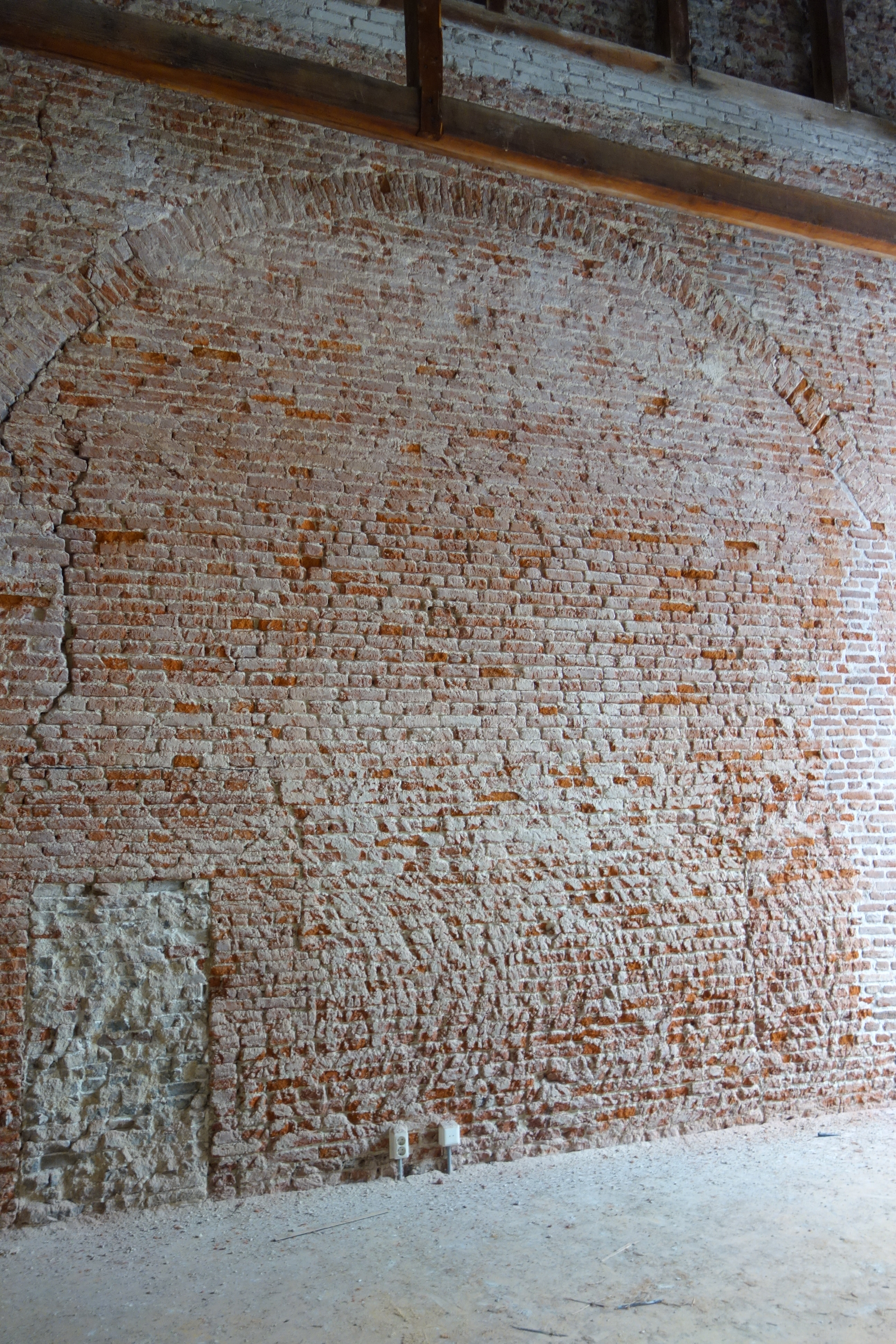
Ceciliakapel in Hoorn met twee gesloten doorgangen in een.